# Boo-Boo Bear
Boo-Boo Bear is een animatiefiguur van Hanna-Barbera uit The Yogi Bear Show. Boo-Boo is een antropomorfistiche berenwelp met een vlinderdas. Zijn beste vriend is Yogi Bear. Boo-Boo fungeert meer als beschermer van de volwassen Yogi die nogal onbedachtzaam en roekeloos te werk gaat, hoewel Boo-Boo meestal niet kan verhinderen dat Yogi de actie toch uitvoert.

## Kledij
Boo-Boo draagt meestal enkel een vlinderdas. Soms is de das bevestigd aan een halsband, soms is deze direct aan de vacht gehecht.
Meerdere karakters van Hanna-Barbera hebben een vlinderdas of halsband. Dit heeft te maken met de beperkte animatiemogelijkheden in die tijd. Op deze manier kon men het hoofd en lichaam onafhankelijk van elkaar laten bewegen zonder rekening te moeten houden met de houding van de nek in een bepaalde positie.

## Achtergrond
- Oorspronkelijk komen Boo-Boo en Yogi uit The Huckleberry Hound Show in de aflevering Yogi Bear's Big Break uit 1958.
- In 1961 kreeg Yogi Bear zijn eigen animatiereeks en verhuisde Boo-Boo mee. Boo-Boo is in elke aflevering te zien, behalve Yogi's Space Race en Galaxy Goof-Ups waar hij werd vervangen door Scare Bear.
- Don Messick verleende zijn stem aan het personage Boo-Boo.
- Louis van One Direction wordt ook wel Boo Bear genoemd.

## Computerspellen
Er zijn een aantal computerspellen waar Boo Boo Bear, meestal als figurant, in voorkomt, zoals:
- 1983: "Yogi's Frustration" voor Intellivision
- 1987: "Yogi Bear" voor Commodore 64
- 1989: "Yogi Bear & Friends in the Greed Monster" voor Commodore 64
- 1990: "Yogi's Great Escape" voor Amiga
- 1990: "Yogi Bear's Math Adventures" voor DOS (1990)
- 1992: "Yogi's Big Clean Up" voor Amiga
- 1994: "Adventures of Yogi Bear" voor Super NES
- 1994: "Yogi's Gold Rush" voor Game Boy
- 2000: "Yogi Bear: Great Balloon Blast" voor Game Boy Color
- 2010: "Yogi Bear: The Video Game" voor Wii en Nintendo DS

## Animatiefilms
- 1964: Hey There, It's Yogi Bear!
- 1972: Yogi's Ark Lark
- 1987: Yogi's Great Escape
- 1987: Yogi Bear and the Magical Flight of the Spruce Goose
- 1988: Yogi and the Invasion of the Space Bears

## Live-action films
- 2010: Yogi Bear: Boo Boo Bear tracht met onder andere Yogi bear te verhinderen dat hun woonplaats wordt ontbost. In deze film wordt de stem van Boo Boo ingesproken door Justin Timberlake.